# NGC 949
NGC 949 је спирална галаксија у сазвежђу Троугао која се налази на NGC листи објеката дубоког неба.
Деклинација објекта је + 37° 8' 9" а ректасцензија 2h 30m 48,8s. Привидна величина (магнитуда) објекта NGC 949 износи 11,6 а фотографска магнитуда 12,4. Налази се на удаљености од 10,420 милиона парсека од Сунца. NGC 949 је још познат и под ознакама UGC 1983, MCG 6-6-48, CGCG 523-53, IRAS 02277+3654, KARA 109, KUG 0227+369, PGC 9566.